# Brodski istovarivač
Brodski istovarivač konstrukcijski je učinjen iz pretovarnih mostova (portalna dizalica) tako da su mu nogari toliko zbliženi da ne premošćuju čitava skladišta. Zahvatač brodskog istovarivača zahvata sipki materijal iz brodskog skladišta i prenosi ga na pokretnu traku (trakasti transporter) kojim se teret dalje prevozi u skladište, u vagon ili slično. Nosivost brodskih istovarivača sa zahvatačem iznosi 30 tona, pa čak i do 50 tona. Brzina je vožnje vitla do 3,5 m/s, a brzina dizanja do 2,5 m/s. Prepust brodskih istovarivača može se podizati. Za radni učin premetanja od 1 000 t/h i više, grade se brodski istovarivači koji imaju lagano vitlo sa zahvatačem. Primjenom vitla koje se povlači pomoću čeličnih užeta, u zadnje se vrijeme povećao radni učin brodskih istovarivača (doseže i do 2 000 t/h), jer se laganim vitlima lako ostvaruju velike brzine, ubrzavanja i usporenja. 
Radni učinak brodskih istovarivača uvelike zaostaje za radnim učinom brodskih utovarivača, koji iznosi do 10 000 t/h. Toliki radni učin ne može se postići ni brodskim istovarivačima sa zahvatačem, a ni istovarivačem koji materijal zahvaća lopatičnim kolom i prenosi ga okomitim dizalom (elevatorom) i prenosilom (transporterom) do lijevka pokretne trake. Jedna je od tehničkih mogućnosti da se poveća radni učinak brodskih istovarivača prijenosom sipkog materijala u velikim kontejnerima. Okrugle posude koje bi sadržale oko 800 tona sipkog materijala prevažale bi se velikim brodovima, a istovarivale bi se i praznile pomoću portalnih dizalica kakvi se sada upotrebljavaju za ugradnju (montažu) sekcija u brodogradilištima. Tako bi se postigao radni učinak istovara od oko 7 000 t/h, ali prema današnjem stanju, s obzirom na isplativost, brodski istovarivači sa zahvatačem ostaju jedina mogućnost.

## Brodski istovarivači i brodski utovarivači
Da bi se smanjili troškovi prijevoza sipkih materijala, uglavnom rudače i ugljena, grade se veliki prekooceanski brodovi za rasuti teret, nosivosti oko 150 000 tona i više. Za isplatljivije iskorištenje tih brodova veoma je važno da se teret što brže utovari i istovari. To se može postići napravama za prijenos namijenjenima samo za istovar ili samo za utovar, a to su brodski istovarivači i brodski utovarivači.

### Brodski utovarivač
Brodski utovarivač obično ima u osnovi jednaku čeličnu konstrukciju kao i brodski istovarivač, ali umjesto vitla sa zahvatačem ugrađena je u prepustu ili izložniku pokretna traka (trakasti transporter) s kojega sipki materijal pada na brod. Za teret koji se pri velikom padu lomi ili razvija prašinu stavljaju se na kraju prepusta naprave za usporeno spuštanje tereta. To mogu biti teleskopske cijevi, ravni ili zavojiti žljebovi, a za teret koji se troši (haba) prenosilo s vedricama. Da bi se u velikim brodskim prostorima teret jednoliko raspodijelio, na kraju naprava za spuštanje smještene su kratke vodoravni pokretne trake, takozvani odlagači, ili se upotrebljavaju pomične naprave za spuštanje.
U velikim se lukama rudača dobavljena iz rudnika često mora skladištiti. Pri utovaru brodova s lučkog skladišta rudaču uzimaju utovarivači s lopatičnim kolom i dodaju je velikoj pokretnoj traci s kojega se rudača preko brodskih utovarivača neprestano (kontinuirano) sipa na brod. Takva kombinacija naprava omogućuje da se dostigne bez tehničkih teškoća radni učinak utovara od 10 000 t/h, no gornja granica još nije dostignuta. Utovar broda nosivosti 240 000 tona takvim načinom traje svega 25 sati.